# Companhia Nossa Senhora do Teatro
A Companhia Nossa Senhora do Teatro  é uma companhia de teatro brasileira, criada no Rio de Janeiro em 2003.
Em novembro de 2010 a companhia preparou uma programação especial para celebrar o Dia da Consciência Negra
Os trabalhos sofrem um desdobramento, o que é natural, tem autonomia e segue uma linha de investigação artística e opta também pela formação de novos atores. A companhia também teve o apoio e a inspiração do ator Sérgio Britto, que além de suas outras contribuições, no ano de 2009 conduziu uma entrevista em seu programa sobre a criação da oficina-escola.

## Histórico
Fundada em 7 de agosto de 2003 a Companhia é fruto da Oficina de leitura dramatizada realizada pela atriz brasileira Fernanda Montenegro que aconteceu em setembro de 2002 no SESC de São João de Meriti, Rio de Janeiro. O diretor Ricardo Andrade Vassíllievitch participou da Oficina com a atriz. Onde se apropriou de novos saberes deixados pela atriz e resolve dar prosseguimento comas as Oficinas dando oportunidade principalmente para quem não pode custear estudos de teatro. Então surgiu a Companhia e a Oficina Escola de Teatro que com o nome fazem uma homenagem a atriz brasileira.

## Locais de atuação

### Rio de Janeiro
Na Cidade do Rio de Janeiro, a companhia atua desde 2007 fixando Polo na Central do Brasil com o apoio da SUPERVIA que cedeu um espaço para suas atividades. A partir de dezembro de 2010, a Companhia está na Rua da Constituição, nº 34, com o apoio da Prefeitura do Rio de Janeiro, Sub-Prefeitura Centro e Centro Histórico, Ministério da Cultura e Governo do Estado do Rio de Janeiro, a Companhia mantém um Instituto de Pesquisas e administra a Oficina escola nossa senhora do teatro preparação e desenvolvimento do ator

### Cidade de Nova iguaçu
Na Cidade de Nova Iguaçu, a Companhia começou as suas atividades em 2003, mas, com o crescimento e pedidos de vários trabalhos como Oficinas de teatro e apresentações, seguiu também para a capital.

## Espetáculos
O Auto da Escrava Anastácia
O diretor Ricardo Andrade Vassíllievitch deu destaque a Companhia com a montagem em 2008 de O Auto da "Escrava Anastácia", onde cerca de 20.000 espectadores puderam assistir nas ruas, em espaços alternativos e teatros a obra de grande vulto.
Mãe Coragem e seus filhos
Em 2009, com supervisão do diretor Sérgio Britto monta "Mãe Coragem e seus filhos" de Bertolt Brecht, numa versão única e exclusiva onde toda a história se desenrolava na Cidade do Rio de Janeiro. Ricardo A. Vassíllievitch dirigiu o espetáculo que contou com mais de 100 atores.
A Saga de Manoel Congo e Mariana Crioula
Em 2010, a Companhia encena “A Saga de Manoel Congo e Mariana Crioula” que também conta com um número expressivo de atores. O espetáculo se apresenta em ruas, praças e comemora a condecoração dos negros que no ano de 2010 recebem o título de heróis da resistência.

## Prêmios
- Em 2009 recebe o título de Ponto de Cultura pelo Ministério da Cultura e pelo Governo do Estado do Rio de Janeiro.
- Em 2009 ganhou o prêmio UNICEF Tempos e espaços para aprender ficando entre as 20 melhores Instituições culturais do Rio de Janeiro.
- Em 2011 recebe a indicação na categoria teatro para Prêmio de Cultura do Governo do Estado do Rio de Janeiro, ficando assim entre os três melhores Grupos  de teatro deste ano.[7]